# Fastskin
Fastskin®, marca registrada de Speedo, és un banyador que intenta imitar la pell del tauró. N'hi ha de diversos tipus: de cos sencer, des de la cintura fins al peus, o des de la cintura fins als genolls. Permeten una major llibertat de moviments i més comoditat que els vestits de bany normals, i només es fan servir en competició, atès el seu alt cost i la seva durada relativament curta. Les seves costures estan dissenyades per seguir la direcció del flux d'aigua per ajudar a reduir-ne la resistència.